# Berliner Stadtpost-Expedition
Die Berliner Stadtpost-Expeditionen waren die Vorläufer der Postämter in der Stadt Berlin und einigen ihrer Vororte. Sie galten ab 1851 bis 1862, danach folgten im Juli 1873 Stadt-Post-Anstalten und Post-Verwaltungen.

## Vorgeschichte
Zwischen dem 1. Dezember 1827 und dem 1. Mai 1851 existierte in Berlin ein Postsystem von Briefsammlungen, die zu einer ersten Stadt-Post gehörten. Der preußische Geheime Postrat Nagler hatte dazu im Jahr 1827 folgende Bekanntmachung veröffentlicht:
Dem Publikum gereicht hiermit zur Nachricht, daß am 1sten December d.J. in hiesiger Residenz eine Stadt-Post eingerichtet wird. Der Zweck der Stadt-Post ist:
1. Die Bestellung der mit den Posten angekommenen Briefe, der Geldscheine und Packet-Adressen, welche bisher nur 2mal täglich stattfand, auf fünfmal täglich zu vermehren.
2. Den hiesigen Einwohnern, besonders denjenigen, welche von dem Postgebäude entfernt wohnen, die Bequemlichkeit zu verschaffen, daß sie die unfrankierten Briefe, welche sie mit der Post abschicken wollen, zu jeder Zeit des Tages in einem Lokale nahe bei ihrer Wohnung aufgeben können, von wo aus die Briefe fünfmal täglich zur Post befördert werden, und
3. auch die in gleicher Art aufgegebenen Stadt-Briefe aus dem Ort selbst, welche an hiesige Einwohner gerichtet sind, fünfmal des Tages an die Empfänger zu bestellen.

Zur Erreichung dieser Absicht ist folgende Einrichtung getroffen worden.
Die Stadt ist in 36 Bezirke getheilt; für jeden Bezirk ist ein eigener Briefträger angestellt. Außerdem ist für jetzt ein reitender Briefträger angenommen worden. 
[...]
An 60 verschiedenen Stellen der Stadt sind Briefsammlungen errichtet, die ein vor der Wohnung ausgehängtes Schild mit dem Postwappen und der Inschrift ‚Königliche Briefsammlung Nr.–‘ führen. [...] Diese Briefsammlungen sind verpflichtet, täglich, von des Morgens 7 Uhr bis des Abends 8 Uhr (an Sonn- und Festtagen bis des Nachmittags 2 Uhr) sowohl die mit den Posten weitergehenden als die in der Stadt zu bestellenden Briefe anzunehmen. [...]   
Jeder bei den Briefsammlungen aufgegebene Brief wird in Gegenwart des Aufgebers in ein dazu bestimmtes Register eingetragen, und dem Auftraggeber wird eine mit dem Stempel der Briefsammlung versehene Marke, mit der gedruckten Nummer, unter welcher der Brief in das Buch eingetragen worden ist, ausgehändigt. Der Stempel auf der Marke enthält die Nummer des Reviers der Briefsammlung, das Datum und die Distributions-Nummer. [...]
Die Briefe, welche bei den Briefsammlungen aufgegeben werden, müssen deutlich und vollständig, mit Angabe der Wohnung des Empfängers adressirt und gut versiegelt sein. Den Correspondenten wird dieses ganz besonders empfohlen, weil unvollständige Adressirung der Briefe die Bestellung derselben wo nicht ganz unmöglich macht, doch wenigstens verspätet. [...] Absender von Briefen, welche in der Stadt bestellt werden sollen, thun wohl, wenn sie ihren Namen und ihre Wohnung in einer Ecke des Briefes bemerken, damit derselbe, im Fall er nicht bestellt werden kann oder vom Empfänger nicht angenommen wird, dem Briefträger zur Rückgabe an den Absender gleich wieder eingehändigt werden kann.[...]
Die pünktliche Bestellung der Briefe können die Correspondenten durch die bei der Aufgabe erhaltenen Marken und den Distributions-Stempel, welcher sich  bei weiterherkommenden Briefen auf der Rückseite und bei Briefen aus der Stadt auf der Adresse befindet, genau controllieren. Anzeigen von nachlässiger Briefbestellung wird das General-Post-Amt mit Dank erkennen und darauf sofort geeignete Maaßregeln folgen lassen.
Berlin den 15ten October 1827
General-Post-Amt
Nagler.
Mit der Einrichtung der (neuen) Stadtpost im Jahr 1851 wurde dem ständig steigenden Brief- und Sendungsverkehr Rechnung getragen, der in der preußischen Hauptstadt von Jahr zu Jahr zunahm. Neben einer Zentrale wurden insgesamt 19 Filialen eröffnet, zu denen Post-Anstalten und Eisenbahn-Postämter zählten. Sie wurden zunächst mit laufenden Nummern (Spalte 1), gegen Ende ihrer Existenz mit laufenden arabischen Ziffern gekennzeichnet, als es bereits 22 solcher postalischen Einrichtungen gab (Spalte 2). Durch die Einrichtung der Post-Expeditionen am 1. August 1862 wurden sie jedoch nach nur kurzer Existenzzeit aufgelöst.

## Übersicht der Stadtpost-Expeditionen
| Nr. um 1852                  | Nr. um 1861            | Straße bzw. Bahnhof               | Bemerkungen                                                                |
| ---------------------------- | ---------------------- | --------------------------------- | -------------------------------------------------------------------------- |
| Central-Stadtpost-Expedition |                        | Spandauer Straße 19               | ab 1860 Hofpostamt, das sich in die Abtheilungen I bis III untergliederte. |
| 01 (I)                       | 01                     | Spandauer Straße 22               | ab 1862 als eigenständige Filiale in der Sparwaldstraße 16                 |
| 02 (II)                      | 02                     | Neue Schönhauser Straße 4         | 1859 Umzug in die Weinmeisterstraße 8                                      |
| 03 (III)                     | 03                     | Oranienburger Straße              | plus Posthalterei, Nummer 36                                               |
| 04 (IV)                      | 04                     | Stettiner Eisenbahnhof            |                                                                            |
| 05 (V)                       | 05                     | Hamburger Eisenbahnhof            |                                                                            |
| 06 (VI)                      | 06                     | Louisenstraße 22                  | später Umzüge nach Louisenstraße 32 und 38 (heute Luisenstraße)            |
| 07 (VII)                     | 07                     | Unter den Linden 61               | ab 1859 Schadowstraße 12                                                   |
| 08 (VIII)                    | 08                     | Mohrenstraße 23                   | ab 1859 Charlottenstraße 60                                                |
| 09 (IX)                      | 09                     | Potsdamer Eisenbahnhof            |                                                                            |
| 10 (X)                       | 11                     | Anhaltischer Eisenbahnhof         |                                                                            |
|                              | 10 (neu)               | Grabenstraße 23                   |                                                                            |
| 11 (XI)                      | 12                     | Lindenstraße 82                   | ab 1861 Zimmerstraße 39                                                    |
|                              | 13 (neu, vorher Nr. 4) | Lindenstraße 13                   |                                                                            |
| 12 (XII)                     | 14                     | Neue Jacobstraße 15               | ab 1861 Alte Jacobstraße 75                                                |
| 13 (XIII)                    | 17                     | Frankfurter Bahnhof               |                                                                            |
| 14 (XIV)                     |                        | Kaiserstraße 36                   | ab 1859 Kaiserstraße 5 und 9 (heute Jacobystraße)                          |
| 15 (XV)                      | 15                     | Oranienstraße 43                  | ab 1861 Luckauer Straße 14                                                 |
| 16 (XVI)                     | 22                     | Botanische-Garten-Straße 20       | in der Stadt Schöneberg                                                    |
| 17 (XVII)                    | 21                     | Thurmstraße 28 (heute Turmstraße) | in Moabit                                                                  |
|                              | 16 (neu, vorher Nr. 5) | Adalbertstraße 35a                |                                                                            |
|                              | 18 (neu)               | Landsberger Straße 89             |                                                                            |
| 18 (XVIII)                   | 20                     | Badstraße 64a                     | auf dem Gesundbrunnen                                                      |
| 19 (XIX)                     | 19                     | in der Gemeinde Pankow            |                                                                            |

Im Jahr 1873 erfolgte eine weitere Reorganisation des Berliner Postwesens, bei der zur besseren Zuordnung der Postbezirke Großbuchstaben vor die Ziffern gesetzt wurden, die sich an der Himmelsrichtung (Lage zum Stadtzentrum) orientierten.